# شارع الأعمدة في بيروت
يقع شارع الأعمدة في وسط بيروت في  لبنان، وكان شارعًا مهمًا لرومان بيروتة.

## نظرة عامة
تم اكتشاف شارع تجاري به متاجر مرقمة، يعود تاريخها إلى العصر البيزنطي، خلال أعمال التنقيب في منتصف التسعينيات. في عام 1996 تم اكتشاف 700 متر مربع من الفسيفساء البيزنطية في منطقة الأسواق في بيروت، ويعود تاريخ معظمها إلى القرنين الخامس والسادس. تم انتشالهم من خمس فيلات كبيرة وشارع ذو أعمدة مع متاجره. تحتوي الأعمدة على أرصفة فسيفسائية تحمل رسائل يونانية تحمل عنوان كل متجر. عرضت معظم الفسيفساء أنماطًا هندسية، على الرغم من بعض التصميمات التصويرية المدمجة.

## أعمال بناء
ازدهرت بيروت في العصور الرومانية والبيزنطية، حتى زلزال 551 م دمر مدينة بيريتوس الرومانية. تم تسليط الضوء على أحد أهم شوارعها خلال التحقيقات الأثرية التي أجريت في موقع الأسواق في منتصف التسعينيات: وهو شارع تسوق مرقى بالأرصفة، والذي يربط المركز بمضمار سباق الخيل في وادي أبو جميل.
كان شارع الأعمدة الذي يبلغ طوله 400 متر مرصوفًا بطبقات متتالية من الفسيفساء، يعرض أنماطًا هندسية مختلفة وأشكالًا طبيعية. تم اكتشاف أكثر من عشرة متاجر خلال الحفريات، تم تحديد كل منها برسالة يونانية تحمل علامة الفسيفساء.

## التاريخ
ازدهرت بيروت إلى حد كبير خلال العصور الرومانية والبيزنطية. تم تسليط الضوء على أحد أهم شوارعها خلال التحقيقات الأثرية التي تمت في موقع أسواق بيروت في منتصف التسعينيات: شارع تسوق مملوء بالأرصفة، وربط المركز بمضمار سباق الخيل أو مضمار السباق في وادي أبو جميل. كان الشارع الذي يبلغ طوله 400 متر مرصوفًا بطبقات متتالية من الفسيفساء، يعرض أنماطًا هندسية متنوعة وأشكالًا طبيعية.
تم اكتشاف أكثر من عشرة متاجر لشركة "Portico" ذات أعمدة خلال أعمال التنقيب، تم تحديد كل منها بحرف يوناني (ألفا، بيتا، جاما، دلتا...) تم وضعه على أرضية الفسيفساء. كانت مكتوبة من اليمين إلى اليسار بطريقة مشابهة للنص العربي لأن الشارع يمتد من الشرق إلى الغرب. تم دمج نسخة من الفسيفساء المنقوشة، بالحروف اليونانية بيتا وغاما ودلتا، في سوق الفرن بالقرب من موقعه الأصلي. تتماشى لوحة الفسيفساء مع الشارع القديم ذو الأعمدة.
كانت مجموعة من خمسة أعمدة موجودة على يسار كاتدرائية مار جرجس المارونية، كانت ذات يوم جزءًا من صف الأعمدة الروماني بيريتوس الكبير: تم العثور عليها في عام 1963.

## الجدول الزمني
- 551 م: تدمير بيروت بالزلزال.
- منتصف عام 1990: اكتشاف شارع تسوق مملوء بالأرصفة.